# ラエリウス・友情について

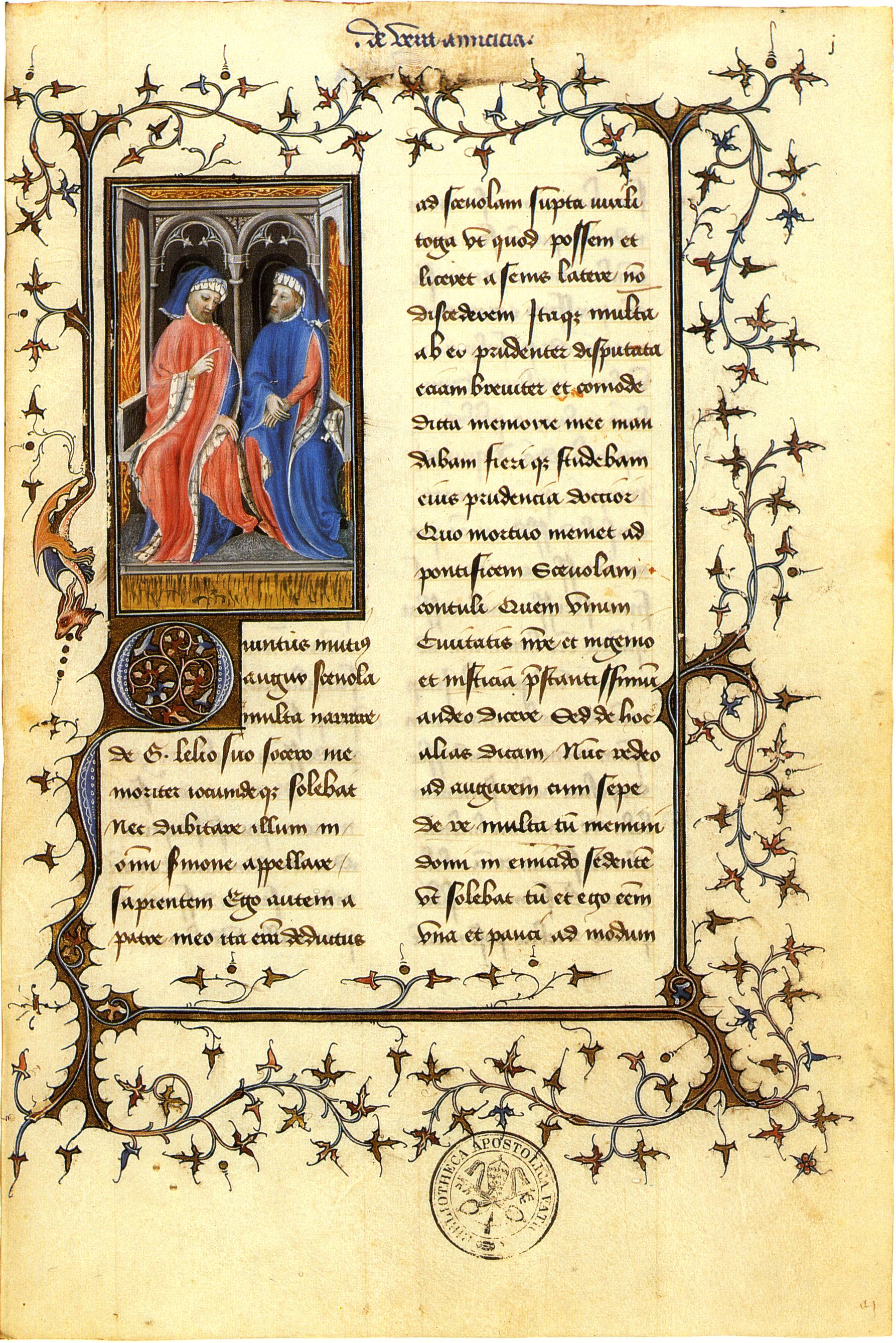
ルネサンス期の写本（バチカン図書館蔵）

『ラエリウス・友情について』（ラテン語: Laelius de Amicitia）通称『友情について』は、古代ローマのキケロの著作。前44年成立。ラエリウスを主人公とする対話篇の形で、ラエリウスと小スキピオの友情や、アリストテレス倫理学のフィリア論を踏まえ、友情の素晴らしさを説く。

## 題名
題名は『ラエリウス』で副題が『友情について』だったと推定されるが、現代では『友情について』が題名として扱われる場合が多い。

## 背景

### 成立
キケロ最晩年の前45年から前44年にかけて、『ホルテンシウス』を皮切りに成立した一連の哲学著作の一つにあたる。具体的な成立時期は、前44年3月のカエサル死亡から11月の間頃と推定される。
本作は、同時期頃に成立した『大カトー・老年について』の姉妹篇にあたる。両作の共通点に以下がある。
1. 「友情」「老年」という具体的で日常的な倫理学の題材を扱う[6]。
2. 友人アッティクスの勧めで書かれ、彼への献辞がある[6]。
3. 対話篇だが実質的には過去の偉人の独り語りであり、その偉人の名を題名とする[6]。

本作の背景には、キケロとアッティクスの友情や、死期を悟ったキケロからアッティクスへの遺言の面もあった。前43年、実際にキケロは死亡し二人は死別することになった。

### 古代の友情論
古代ギリシアでは「少年愛」と並んで、男性間の義兄弟的愛としての「友情」（友人間のフィリア、友愛）が讃美された。この「友情」は、アキレウスとパトロクロスの逸話に顕著なように「死別」「惜別の念」とも深く関わった。
ギリシア哲学では、この「友情」が伝統的な論題としてあった。例えば、プラトン『リュシス』『国家』、アリストテレス『ニコマコス倫理学』第8-9巻、『エウデモス倫理学』第7巻、クセノポン『ソクラテスの思い出』第2巻、キュレネ派、エピクロス派、その他『ギリシア哲学者列伝』などに伝わるピュタゴラス、アナカルシス、ソロンの箴言、シミアス、スペウシッポス、ペリパトス派のテオプラストス、クレアルコス、ストア派のクレアンテス、クリュシッポスらの佚書で、「友情」が論題となった。
ローマ哲学でも、キケロの本作、セネカ『倫理書簡集』、アウグスティヌス『告白』のほか、プルタルコスの随筆『似て非なる友について』『友人の多さについて』、ルキアノスの小説『トクサリスまたは友情』で論題となった。

## 内容

### 登場人物・場面
登場人物は以下の3人である。いずれもキケロが理想視した小スキピオの知的サークル「スキピオ・サークル」に属する。
- ラエリウス - 語り手。今は亡き小スキピオの親友。[15]
- ファンニウス - 聞き手。ラエリウスの娘婿。[15]
- スカエウォラ - 聞き手。ラエリウスの娘婿。キケロの師の一人。[15]

本作は、キケロが若き日にスカエウォラから直接聞いた話、として記されるが、実際はほぼキケロの創作と推定される。
時代設定は前129年、小スキピオの急死から数日後であり、小スキピオの追悼から対話が始まる。時系列的には『大カトー・老年について』『国家について』の後日譚にあたり、『国家について』の復習的内容が含まれる。

### 構成
全104節からなり、以下に分けられる。
- 1-5節:「献辞」（キケロからアッティクスへ）[6]
- 6-16節:「プロローグ」（談話への促し、小スキピオ讃）[6]
- 17-24節「ラエリウスの第1の談話」（友情讃）[6]
- 25節「小休止」（談話継続への促し）[6]
- 26-32節「ラエリウスの第2の談話」（友情の起源）[6]
- 32節「小休止」（談話継続への促し）[6]
- 33-104節「ラエリウスの第3の談話」（諸論点の分析、友情の定義、小スキピオ讃）[6]

### 思想
他著作と同様、キケロは折衷主義的立場をとっている。一方で他著作と異なり、「ギリシア哲学をローマに紹介する」面が弱く、キケロの個人的著作の面が強い。
扱われるトピックに以下がある。
- 「友情は善き人生に不可欠」「友情は有徳の善人同士にしかありえない」「友情は共同体的結びつきの中で最高のもの」「友情は人間本性に由来する」「友人は第二の自己」といった友情論[10][11][16]。多くはアリストテレスに由来し、テオプラストスの佚書経由でキケロに伝わったと推定される[10]。
- ラテン語で「友情」を意味する「アミキティア（アミーキティア）（英語版）」（amicitia）と「愛」を意味する「アモル」（amor）の同語源性[10]。
- 友情と政治[18]、友情と祖国愛の関連性[19]。
- 友人のために不正を犯すことの可否[20]。否定するが曖昧[20]。
- 友情の安定に必要なものは「フィデス」（fides、信義・信頼）[21]。
- 友情を脅かすものは「利害の対立」「国政に関する見解の相違」「性格の変化」「名誉ある公職や栄誉」「女性をめぐる争い」[22]。
- エピクロス派批判[23]。
- 「スキピオの夢」を踏まえた「霊魂の不死」[24][7]。
- 小スキピオはラエリウスの記憶の中で生き続ける[7]。

トピックが重複するキケロの他著作として、『国家について』『トゥスクルム荘対談集』『義務について』などがある。
本作の真のテーマは諸説あり「政治と友情」とも「霊魂の不死」とも言われる。

## 後世の受容

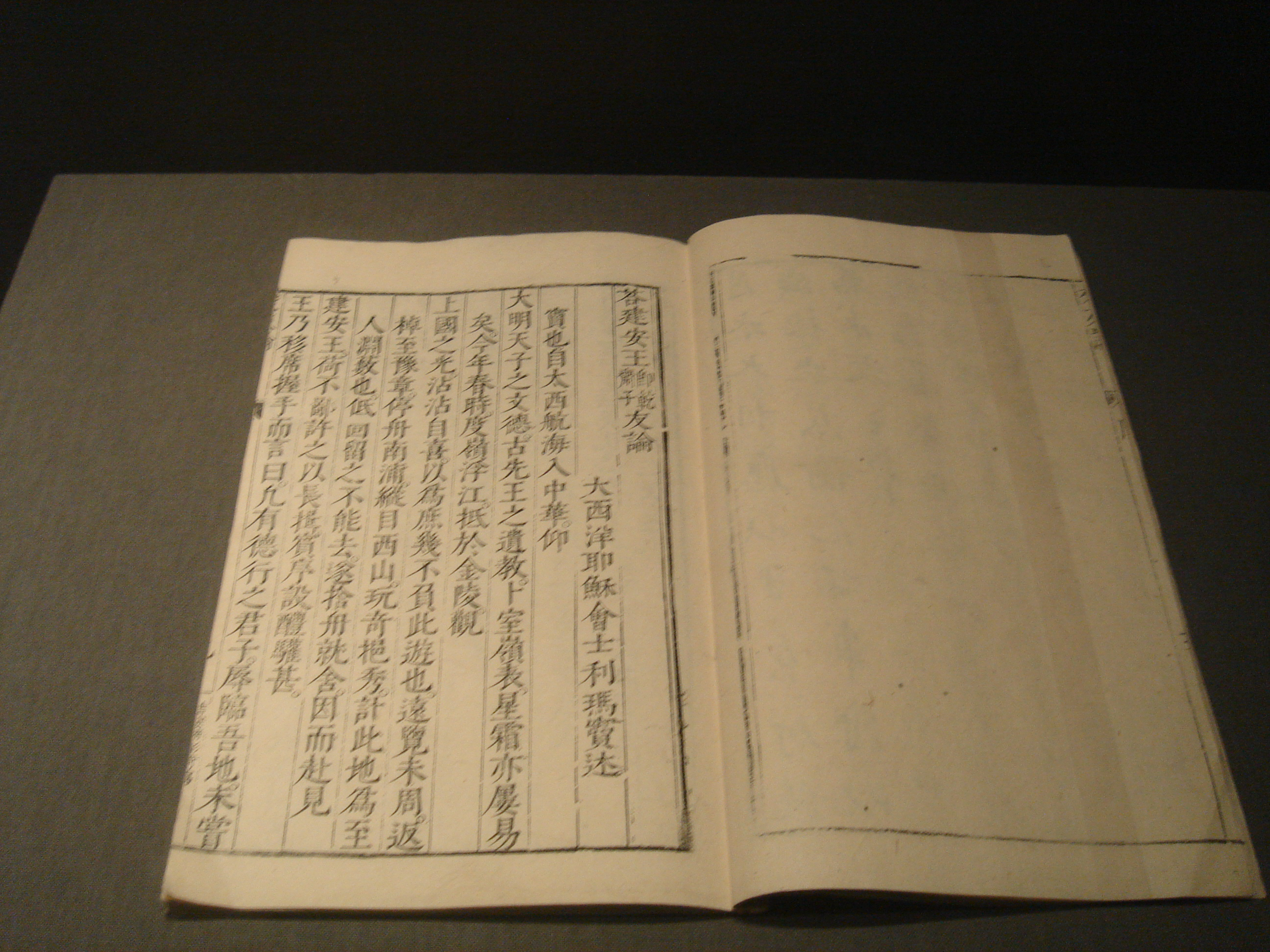
マテオ・リッチ『交友論』

2世紀、ゲッリウスは『アッティカの夜』で本作に言及し、本作が「友人のために不正を犯すことの可否」について曖昧に済ませていることを批判した。
13世紀、ダンテはベアトリーチェの死後、ボエティウス『哲学の慰め』と本書を読んで感銘を受けた。
16世紀、マテオ・リッチが漢文で書いた『交友論』は、本作を主な影響源とする。『交友論』は西洋と中国の友情論を架橋し、明代中国の知識人に注目された。

## 日本語訳
新刊順
- 大西英文 訳「友情について」『老年について / 友情について』講談社〈講談社学術文庫〉、2019年。ISBN 978-4-06-514507-4
- 中務哲郎 訳『友情について』岩波書店〈岩波文庫〉、2004年。ISBN 9784003361139。
- 中務哲郎 訳「ラエリウス・友情について」『キケロー選集9 哲学II : 大カトー・老年について / ラエリウス・友情について / 義務について』岩波書店、1999年。ISBN 9784000922593
- 長沢信寿 訳「ラエリウス 一名 友情論」『ラエリウス・大カトー』生活社、1943年。NDLJP:1038842
- 水谷九郎；呉茂一 訳『友情について』岩波書店〈岩波文庫〉、1941年。NCID BN05050373